# سعاد هاشم
سعاد هاشم (1940 -) هي مغنية لبنانية.

## حياته
ولدت ببيروت سنة 1940.

## مسيرتها
- اكتشفها المخرج شكيب خوري وهو الذي أوصلها الى نادي الزهراء، وبعد سنة انتقلت لتعمل في الاذاعة.[3]
- كانت انطلاقتها مع فيروز ووديع الصافي، في مسرحية روكز خطب روكز تجوز«، للأخوين رحباني.[4]
- أغنيتها الاولى »عاالوادي« فمن ألحان نقولا المني، الذي مهد الطريق ليلحن لها عاصي ومنصور الرحباني وزكي ناصيف وفيلمون وهبي لكن تعاونها الذي طال فمع توفيق الباشا قد كان زوج اختها، سواء في التلحين أم في قيادة الفرق الموسيقية.[5]
- نجمة إذاعية حيث غنت نحو ألفين وخمسمئة أغنية سجلتها كلها تقريبا لمحمد عبد الوهاب.[6]
- أنضمت لفرقة الانوار الذي شكلها وديع الصافي.

## أشهر أغانيها
- يا طير الطاير« و»حبايبنا حوالينا« لزكي ناصيف،
- »ايها الشحرور غرد« و»كان لي بالأمس قلب« و»سكن الليل« لجورج فرح (قبل ان يلحنها محمد عبد الوهاب وتغنيها فيروز)، »
- يا وردة مالك؟ »لشفيق أبو شقرا
- ودي يا بحر« مع وديع الصافي وألحانه
- دخلك يا طير« لعبد الغني شعبان،
- طير البشاير« و»أسمر عيونه فتانة« لتوفيق الباشا.